# Raimundo Lezama
Raimundo Pérez Lezama (Baracaldo, Vizcaya, 29 de noviembre de 1922 - Laguardia, Álava, 23 de julio de 2007) fue un futbolista español. Jugaba de portero.

## Trayectoria
Lezama fue uno de los "Niños de la Guerra" que se vio forzado a emigrar ante el avance del bando fascista en la guerra civil española, llegando al puerto de Southampton el 23 de mayo de 1937. Durante su estancia allí jugó en el equipo de su escuela, el Nazareth School, y posteriormente fue fichado por el Southampton, debutando en un partido frente al Arsenal. A su regreso a España, en 1940 fue fichado por el Arenas Club de Guecho, y la temporada siguiente se incorpora a las filas del Athletic Club.
Debutó en la Primera división española el 27 de septiembre de 1942, en el partido Athletic 5 - 0 Betis, debido a la lesión de José María Echevarría. Esa misma temporada el Athletic consiguió el título de Liga y Copa. En la temporada 1946/47 consiguió el Trofeo Zamora al recibir 29 goles en 23 partidos. Esa temporada el Athletic logró el subcampeonato de Liga. En 1951 fue sucedido por otro mítico portero, Carmelo Cedrún. A partir de aquí su carrera comenzó a declinar, y entre 1952 y 1957 tan sólo disputó 12 partidos de liga. En 1957 fue fichado por el Indautxu, donde ya habían jugado algunos de sus excompañeros como Zarra o Panizo. En la siguiente temporada militó en el Sestao Sport y, por último, dos años después, volvió al Arenas.
Lezama se retiró del fútbol en 1961 habiendo jugado un total de 263 partidos en el Athletic Club, 197 de ellos en Primera División.

## Selección nacional
Ha sido internacional con la selección de fútbol de España en una ocasión, concretamente el 26 de enero de 1947 en el partido Portugal 4 - 1 España. Saliendo en el minuto 48 de partido y recibiendo 2 de los 4 goles. Nunca ha participado en una Copa Mundial de Fútbol.

## Clubes
| Club                  | País       | Año         |
| --------------------- | ---------- | ----------- |
| Southampton FC        | Inglaterra | 1939 - 1940 |
| Arenas de Guecho      | España     | 1940 - 1941 |
| Athletic Club         | España     | 1941 - 1957 |
| Barakaldo CF (cedido) | España     | 1955        |
| Indautxu              | España     | 1957 - 1958 |
| Sestao Sport          | España     | 1958 - 1960 |
| Arenas de Guecho      | España     | 1960 - 1961 |

## Títulos

### Campeonatos nacionales
| Título                     | Club          | País   | Año     |
| -------------------------- | ------------- | ------ | ------- |
| Primera División de España | Athletic Club | España | 1942-43 |
| Copa del Rey               | Athletic Club | España | 1942-43 |
| Copa del Rey               | Athletic Club | España | 1943-44 |
| Copa del Rey               | Athletic Club | España | 1944-45 |
| Copa del Rey               | Athletic Club | España | 1949-50 |
| Copa Eva Duarte            | Athletic Club | España | 1950    |
| Copa del Rey               | Athletic Club | España | 1954-55 |
| Primera División de España | Athletic Club | España | 1955-56 |
| Copa del Rey               | Athletic Club | España | 1955-56 |

### Distinciones individuales
| Distinción    | Año  |
| ------------- | ---- |
| Trofeo Zamora | 1947 |